# Franz Joseph von Braganza

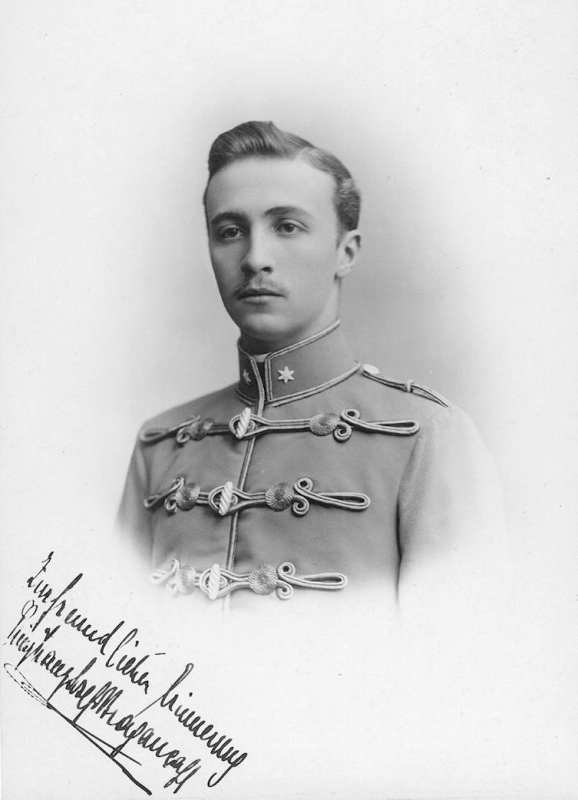
Franz Joseph von Braganza

Franz Joseph von Braganza, mit vollem Namen Prinz Franz Joseph Gerhard Maria Georg Humbert Antonius Heinrich Michael Raphael Gabriel von Braganza (* 7. September 1879 in Meran; † 15. Juni 1919 auf Ischia), war der zweite Sohn des Herzogs Michael von Braganza und Offizier in der Österreichisch-Ungarischen Monarchie.

## Leben
Franz Joseph wurde als zweiter Sohn des Herzogs Michael von Braganza und seiner ersten Frau Elisabeth von Thurn und Taxis in Meran geboren und nach seinem Taufpaten Franz Joseph I. benannt. Da sein Vater als Sohn des gestürzten Michael I. von Portugal Portugal nicht betreten durfte, lebte er zunächst mit seiner Familie im Prälatenbau von Kloster Bronnbach (heute Wertheim). 
Wie sein Vater, trat auch Franz Joseph in kaiserliche Dienste ein, zunächst bei den Husaren. Nachdem er einen alten Oberst herausgefordert hatte, der ihn wegen eines Verstoßes gegen die Armeevorschriften zur Verantwortung zog, wurde er vom Kaiser gemaßregelt und musste zu den Dragonern wechseln. An die österreichisch-russischen Grenze geschickt, fristete er dort ein karges Dasein.
In den Jahren 1911 bis 1912 beteiligte sich Franz Joseph an den von Henrique Mitchell de Paiva Couceiro angeführten monarchistischen Aufständen im Norden Portugals, einem erfolglosen Versuch, die Erste Portugiesische Republik zu stürzen. Nachdem sein Vater und sein älterer Bruder angeboten hatten, ihren Anspruch auf den portugiesischen Thron aufzugeben, um die monarchistische Unterstützung hinter dem abgesetzten König Manuel II. zu vereinen, wurde Prinz Franz Joseph von einer Reihe von Miguelisten als Anführer der Sache der Royalisten gefeiert galt im Falle einer Restauration als Rivale des abgesetzten Königs.
Im Ersten Weltkrieg wurde er in der Nähe von Neapel inhaftiert, wo er am 15. Juni 1919 an Herzversagen starb.

## Persönliches
Besondere Aufmerksamkeit erregten die Skandale um Franz Joseph. Im August 1902 war der Prinz in London, um als Mitglied der österreichisch-ungarischen Mission an der Krönung von König Eduard VII. teilzunehmen. Am 11. September wurde er vor dem Strafgericht wegen grober Unanständigkeit gegenüber dem 15-jährigen Henry Chandler angeklagt. Der 24-jährige William Gerry und der 17-jährige Charles Sherman wurden außerdem wegen gemeinsamer Verschwörung angeklagt, um die Begehung einer groben Unanständigkeit herbeizuführen. Zu Beginn des Verfahrens erklärte die Staatsanwaltschaft: „Die dem Prinzen zur Last gelegte Straftat kam in London viel zu häufig vor.“ Der Prinz wurde von Sir Edward Clarke, dem ehemaligen Generalstaatsanwalt, verteidigt. Ein Zeuge behauptete fälschlicherweise, er habe ein Loch in eine Schlafzimmertür gemacht und durch das Loch gesehen, wie Franz Joseph und der 15-jährige Junge in einem Haus in Lambeth sexuelle Aktivitäten ausübten. Die Aussagen des Zeugen wurden durch die polizeilichen Ermittlungen widerlegt. Die Polizei stellte fest, dass durch das Loch nur neun Zoll des Bettes sichtbar waren und der Zeuge daher die Dinge, über die er ausgesagt hatte, nicht sehen konnte. Die Staatsanwälte beantragten daher einen Freispruch und stellten fest, dass es keine Beweise für eine Schuld gebe. Die Jury erklärte Prinz Franz Joseph tatsächlich für nicht schuldig.
Nach dem Freispruch erklärte sein Anwalt, der Prinz sei zu dem Haus gegangen, „unter dem Eindruck, es sei ein Bordell und eine Frau würde dort auf ihn warten“. Es sei auf dem Kontinent nicht ungewöhnlich, dass Männer und Jungen Werbung machten, um Männer in Bordelle zu bringen. Der andere Mann und die beiden Jungen wurden für schuldig befunden, sich gemeinsam verschworen zu haben, um die Begehung einer groben Unanständigkeit herbeizuführen. Der Mann wurde zu zwei Jahren Haft verurteilt, die Jungen zu jeweils zehn und acht Monaten. Aufgrund dieser Indiskretion musste Franz Joseph sein Amt als Leutnant der Husaren der österreichisch-ungarischen Armee niederlegen. Der Prinz wurde von einem österreichischen Gericht als geisteskrank befunden und legte zu seinem Schutz seine Angelegenheiten in die Hände eines Treuhänders, seines Schwagers, Prinz Karl Ludwig von Thurn und Taxis. Franz Joseph wurde später in einen weiteren homosexuellen Vorfall in Österreich verwickelt.
Im November 1909 wurden Franz Joseph um 325.000 £ betrogen. Ein Betrüger, der sich als Frederick Dennehey Vanderbilt aus der berühmten Familie Vanderbilt ausgab, verkaufte ihm Smaragde und Anteile an einer englischen Bergbaugesellschaft, die er für wertvoll hielt. Der Betrüger, dessen richtiger Name William Lackerstein Joachim war und der bereits 1904 zu 12 Monaten Haft verurteilt wurde, traf den Prinzen zum ersten Mal im April 1909 in Paris und einen Monat später reiste Joachim nach Wien, wo er ein Abendessen für ihn veranstaltete. Joachim gelang es, Franz Joseph von seinem Talent als kluger Finanzier zu überzeugen. Da die Angelegenheiten von Franz Joseph in die Hände eines Treuhänders gelegt worden waren und er nur eine Aufwandsentschädigung erhielt, sah er in einer Freundschaft mit einem vermeintlichen Millionärsmitglied der Vanderbilt-Familie eine gute Möglichkeit, seine Finanzen aufzubessern. Im Oktober, nachdem er von einer Auslandsreise zurückgekehrt war, erhielt er eine Reihe von Geschäftsvorschlägen, in denen Joachim ihm mitteilte, dass er kürzlich eine große Anzahl Smaragde erworben hatte und dass er ihm erlauben würde, die Smaragde zu einem guten Preis zu erwerben, wodurch er sie dann mit erheblichem Gewinn verkaufen konnte. Der Deal wurde verschoben, nachdem Franz Joseph nicht zu einem vereinbarten Treffen bei einem Bankett erschien. Nachdem ein Abgesandter Joachim darüber informiert hatte, dass Franz Josephs Vater ihn auf seine Burg in Seebenstein gerufen hatte, befürchtete Joachim, er sei aufgeflogen. Am nächsten Tag erhielt er jedoch einen Brief des Prinzen, in dem er seine Verärgerung darüber zum Ausdruck brachte, dass er nicht teilnehmen konnte. Eine Woche später trafen sich Joachim und Franz Joseph in Berlin, um den Smaragd-Deal abzuschließen. Während der Verzögerung hatte Joachim einen Weg gefunden, den Prinzen um noch mehr Geld zu bringen. Während seines Aufenthalts in Berlin machte er Franz Joseph mit zwei angeblichen Bergbauingenieuren bekannt. Die beiden Ingenieure machten beim Prinzen einen guten Eindruck und es gelang Joachim ihm Anteile an der Bergbaugesellschaft, deren Mehrheitsaktionär er selbst war, zu verkaufen. Insgesamt 325.000 £, 125.000 £ für die Smaragde und 200.000 £ für die Aktien, wechselten den Besitzer. Als sich herausstellte, dass die Smaragde und Aktien wertlos waren, beschloss Franz Joseph, über die österreichische Botschaft in London eine Strafverfolgung einzuleiten. Im Jahr 1911 wurde William Lackerstein Joachim wegen anderer Delikte abermals zu 3 Jahren Haft verurteilt.